# Cyclophora brightoni
Cyclophora brightoni är en fjärilsart som beskrevs av Tutt 1905. Cyclophora brightoni ingår i släktet Cyclophora och familjen mätare. Inga underarter finns listade i Catalogue of Life.